# Ka-Ching!
«Ka-Ching!» (в англоязычной речи — звук, сходный с издаваемым кассовым аппаратом при его использовании) — песня канадской певицы Шанайи Твейн, вторая из её альбома 2002 года «Up!».
«Ка-Ching!» стал одним из самых успешных синглов певицы в Европе на сегодняшний день. Песня касается культуры потребителей в США в годы потребительского бума 1990-х и начала 2000-х годов. Мотив «всё, чего мы хотим, это — ещё больше» (англ. all we ever want is more) — общая тема песни.

## История
Песня была написана Робертом Ланге и самой Шанайей Твейн.
«Ка-Ching!» стал вторым выходом певицы на рынки Европы и Центральной Америки после «I’m Gonna Getcha Good!».

## Критика
Песня получила как положительные, так и отрицательные отзывы музыкальных критиков. С. Рене Дечерт (popmatters.com) описывает название словами: «выделяется на фоне других». Дженнифер Найн (Yahoo!): «в музыкальном плане струнные в стиле Timbaland и нестандартный припев — лучшее, что есть в альбоме». Роберт Кристгау выбрал эту песню как одну из лучших в альбоме. Лахлан Сазерленд из «UK Mix» написал: «Эта песня определённо выделяется, с невероятно остроумным текстом. Она очень свежая и бодрящая!» Положительную рецензию дал «Traveling to the Heart» :
Подача Твен прозаична и соответствует резкому тону. Этим драгоценным камнем она доказывает, что способна писать музыку с некоторой долей содержания. «Ka-Ching!» отличается от её предыдущих хитов. Поп-музыка — это гламур, высокая мода и жизнь в особняках, а певица видит пустоту всего этого и на этот раз поет о чём-то другом.